# تكلفة متوسطة

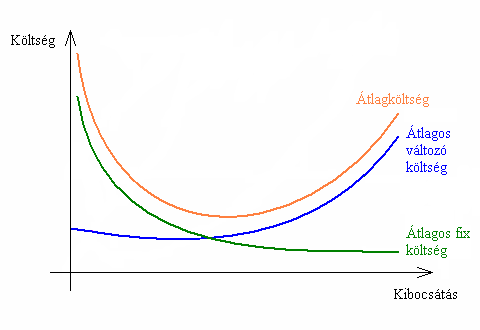

التكلفة المتوسطة (بالإنجليزية: Average Cost)‏، عبارة عن التكلفة الإجمالية لإنتاج سلعة معينة (لمشروع ما خلال فترة ما) مقسومة على عدد السلع المنتجة (كمية الإنتاج لنفس الفترة).

وتمثل أيضاً مجموع كلاً من التكلفة المتوسطة المتغيرة (إجمالي التكاليف المتغيرة مقسومة على كمية الإنتاج) مع التكلفة المتوسطة الثابتة (إجمالي التكاليف الثابتة مقسومة على كمية الإنتاج). وتؤثرالتكلفة المتوسطة بشكل عام على منحنى العرض، وتمثل عنصرا أساسيا في العرض والطلب.

## تكلفة متوسطة قصيرة الأجل
التكاليف قصيرة الأجل هي تلك التي تتفاوت بلا تأخير تقريبًا. تعد تكاليف العمالة وتكاليف المواد الخام تكاليف قصيرة الأجل، لكن رأس المال المادي ليس كذلك.
يمكن رسم منحى التكلفة المتوسطة مع تعيين التكلفة على المحور العمودي والكمية على المحور الأفقي. كثيرًا ما تظهر التكاليف الحدية على هذه الرسوم البيانية، إذ تمثل التكلفة الحدية تكلفة الوحدة الأخيرة المنتجة في كل نقطة، وتمثل التكاليف الحدية في الأجل القصير ميل منحنى التكلفة المتغيرة (وبالتالي المشتقة الأولى من التكلفة المتغيرة).
يتسم منحنى التكلفة المتوسطة النموذجي بشكل حرف U، لأن تكبد التكاليف الثابتة يحدث قبل أي إنتاج، وتتزايد التكاليف الحدية عادة، وذلك بسبب الإنتاجية الحدية المتناقصة. في هذه الحالة «النموذجية»، فإن المستويات المنخفضة لتكاليف الإنتاج الحدية تقل عن التكاليف المتوسطة، ولذلك فإن التكاليف المتوسطة تنخفض مع زيادة الكمية. يتقاطع منحنى التكلفة الحدية المتزايد مع منحنى التكاليف المتوسطة ذات شكل حرف U عند أدنى حد لتلك الأخيرة، وبعد ذلك يبدأ منحنى التكلفة المتوسطة باتخاذ ميل صاعد. بالنسبة لزيادة الإنتاج إلى ما بعد هذا الحد الأدنى، فإن التكلفة الحدية تتجاوز التكاليف المتوسطة، ولذلك تتزايد التكاليف المتوسطة مع زيادة الكمية. على سبيل المثال: بالنسبة إلى مصنع مصمم لإنتاج كمية محددة من القطع في كل فترة، أقل من مستوى إنتاج معين، فإن التكلفة المتوسطة تكون أعلى بسبب المعدات المستخدمة بشكل أقل من اللازم، وفوق ذلك المستوى، تعمل اختناقات الإنتاج على زيادة التكلفة المتوسطة.

## تكلفة متوسطة طويلة الأجل
تكون التكلفة المتوسطة طويلة الأجل هي تكلفة الوحدة لإنتاج مخرج معين عندما تكون جميع المدخلات، حتى رأس المال المادي، متغيرة. يتمثل الافتراض السلوكي في أن الشركة سوف تختار هذه المجموعة من المدخلات التي تنتج الكمية المطلوبة بأقل تكلفة ممكنة.
عادةً ما يتخذ منحنة التكلفة المتوسطة طويلة الأجل ميلًا ذا تجاه هابط عند مستويات منخفضة نسبيًا من الناتج، وميلًا صاعدًا أو هابطًا عند مستويات مرتفعة نسبيًا من الناتج. في الغالب، فإن منحنى التكلفة المتوسطة طويلة الأجل يتخذ شكل حرف U، ويعكس، بحكم تعريفه، وفورات الحجم حيث الميل السالب، وتبذيرات الحجم حيث الميل الموجب.
إذا كانت الشركة منافسًا مثاليًا في جميع أسواق المدخلات، فإن أسعار كل وحدة من كل مدخلاتها لا تتأثر بمدى كمية المدخلات التي تشتريها الشركة، ثم يمكن عندئذ إظهار أنه على مستوى معين من الناتج، تكون لدى الشركة وفورات حجم (أي أنها تعمل في منطقة ذات ميل هابط من منحنى التكلفة المتوسطة طويلة الأجل) فقط في حالة كان لديها عوائد حجم متزايدة، يكون الأخير سمة خاصة بتابع الإنتاج حصرًا. على نحو مماثل، تكون هناك تبذيرات حجم (تعمل في منطقة ذات ميل صاعد في منحنى التكلفة المتوسطة طويلة الأجل) فقط في حالة كان لديها عوائد حجم متناقصة، ولا يكون لها وفورات أو تبذيرات حجم إذا كان لديها عوائد حجم ثابتة. في ظل منافسة مثالية في سوق المخرجات، فإن توازن السوق طويل الأجل سيشمل جميع الشركات التي تعمل عند الحد الأدنى من منحنيات التكاليف المتوسطة طويلة الأجل (أي على الحدود الفاصلة بين وفورات وتبذيرات الحجم).
لكن، إذا لم تكن الشركة منافسًا مثاليًا في أسواق المدخلات، فإن الاستنتاجات المذكورة أعلاه تُعدَل. على سبيل المثال، إذا كانت هناك زيادة في عوائد الحجم في نطاق معين من مستويات الناتج، ولكن كانت الشركة كبيرة جدًا في واحد أو أكثر من سوق مدخلات بحيث تؤدي زيادة مشترياتها من المدخلات إلى ارتفاع تكلفة المدخلات لكل وحدة، فإن الشركات قد تعاني من تبذيرات حجم في ذلك النطاق من مستويات الناتج. على العكس من ذلك، إذا كانت الشركة قادرة على الحصول على خصومات كبيرة على المدخلات، فقد يكون لها وفورات حجم في نطاق ما من مستويات الناتج حتى لو كان لها انخفاض في عوائد الإنتاج في نطاق الناتج هذا.
في بعض الصناعات، تكون التكلفة المتوسطة طويلة الأجل في انحدار دائم (أي توجد وفورات حجم إلى ما لا نهاية). هذا يعني أن الشركة الأكبر تميل إلى الحصول على ميزة التكاليف، وتميل الصناعة بطبيعة الحال إلى التحول إلى الاحتكار، وبالتالي فإنها تسمى احتكارًا طبيعيًا. تميل الاحتكارات الطبيعية إلى الوجود في الصناعات ذات التكاليف الرأسمالية المرتفعة فيما يتعلق بالتكاليف المتغيرة، مثل إمدادات المياه وإمدادات الكهرباء.

## التمثيل الرياضي
{\displaystyle AC={\frac {TC}{Q}}}
حيث:
{\displaystyle AC} تمثل التكلفة المتوسطة
{\displaystyle TC} تمثل التكلفة الكلية
{\displaystyle Q} تمثل كمية الإنتاج أو عدد السلع المنتجة

## مثال توضيحي
على سبيل المثال، في مصنع سيارات : عندما ننتج مائة سيارة بتكاليف كلية تبلغ 400,000 يورو، تكون التكلفة المتوسطة للسيارة الواحدة تبلغ 4000 يورو.

## اقرأ أيضًا
- إيراد حدي
- عوائد السعة
- وحدة التكاليف
- تكلفة التخفيض الحدي
- التكلفة الكلية
- تكلفة ثابتة
- تكلفة متغيرة
- النظرية الحدية
- تكلفة حدية